# Jan Nedvěd
Jan Nedvěd (* 24. září 1946 Praha) je český folkový zpěvák, kytarista, hudební skladatel a jeden z nejúspěšnějších folkových písničkářů. 
Svou hudební kariéru zahájil v beatových hudebních skupinách (Five Dogs, The Three Long Fingers, The Preachers). Od roku 1972 vedl trampskou skupinu Toronto, která byla roku 1974 přejmenována na Brontosaury, v níž s bratrem Františkem Nedvědem tvořil ústřední dvojici. Paralelně s tím vystupoval se skupinou Spirituál kvintet. Od roku 1988 vystupoval sólově a od 1992 opět s bratrem Františkem, po roce 1996 také se skupinou Příbuzní.

## Rodina
Janův otec prošel koncentračním táborem a hrál v amatérské skupině Pražská parta. S bratrem Františkem měli ještě starší sestru Ludmilu (* 1944). Má pět dětí, Moniku, Alenu, Jana, Jakuba a Václava. Dne 12. října 2012 si v pražské Lucerně vzal za manželku o 37 let mladší Pavlínu Jiráskovou. Je to jeho čtvrtá manželka.
V roce 2020 o něm režisér Jan Látal natočil dokumentární snímek Tahle doba není pro nás.

## Diskografie

### S Brontosaury
- Poselství/Mosty (SP Supraphon 1975)
- Hráz/Johanka z Arku (SP Supraphon 1975)
- Na kameni kámen (LP Panton 1985, album vyšlo i na MC a CD)
- Ptáčata (LP Panton 1987, album vyšlo i na MC a CD)
- Sedmikráska (LP Panton 1992, album vyšlo i na MC a CD) )
- Zahrádky (CD NHP 1994, album vyšlo i na MC a LP)

Alba pak dále vycházela v různých reedicích, většinou u Universal Music a BMG.
Další spoluúčasti a kompilace najdete na stránkách skupiny Brontosauři

### Se Spirituál kvintetem
- Spirituály a balady (LP Supraphon 1978)
- Saužení lásky (LP Supraphon 1980)
- Dvacet let (3 LP Supraphon 1984, reedice Panton 1990; později vyšlo i na CD)
- Satirické písničky českého obrození (EP Panton 1986)
- Šlapej dál (LP Panton 1986)
- Every Time I Feel the Spirit (LP Panton 1986)
- Šibeničky (LP Panton 1988)
- Za svou pravdou stát – 30 let ( LP Panton 1990)
- Hallelu! (CD Panton 1991)
- Rajská zahrada (LP Panton 1992)
- Spirituál kvintet: Antologie 1960–1995 (2 CD Panton 1994)

### Sólové nahrávky a příležitostné nahrávky s jinými interprety
- Kamínky (LP Panton 1990, album vyšlo i na MC a CD)
- Jakub (LP Panton 1991, album vyšlo i na MC a CD)
- Zpíváme si s Nedvědy (LP 6P 1992, album vyšlo i na MC)
- František (LP Panton 1993, album vyšlo i na MC a CD)
- 20 let písniček Honzy Nedvěda (LP 6P 1993, album vyšlo i na MC a CD, VHS a DVD)
- Morytáty a balady (Bonton 1993, společně se Zuzanou Navarovou, Vítem Sázavským a Vlastimilem Peškou[6])
- Rangers – To nejlepší z Minstrels (LP 1993 Rangers, album vyšlo i na CD)
- Balady – Bratři Nedvědové & spol. (Forte 1995)
- Nedvědi na Strahově (6P 1996, DVD)
- Pasáček hvězd – Nedvědi (BMG 1996)
- Honza (BMG 1997)
- Vašek (BMG 1999)
- Řetízek – Marcela Voborská a Jan Nedvěd , BMG 1999)
- Zahučaly hory – cimbálová muzika Jury Petrů a její host Jan Nedvěd, BMG 1999)
- Zlatá kolekce – Nedvědi (BMG Ariola 2000, CD)
- Tak jsem to tu miloval (Universal Music 2001)
- Nedvědi na Strahově – červen 1996 (6P 2001, CD)
- 44 slavných písniček – Nedvědi (Universal 2005, CD)
- Bible pro Lucii (Milton 2004)
- Stezkami bratří Nedvědů (Reader's Digest Výběr 2006, 3CD)
- Ta noc, kdy mi vyšlo slunce (Universal 2007)
- Nedvědi 60, Fešáci 40 – DVD &CD Lucerna 07 (Universal Music 2008, CD, DVD)
- Lidové písničky (Universal 2008)
- Souhvězdí jisker (Universal 2011)